# Telipogon microglossus
Telipogon microglossus là một loài thực vật có hoa trong họ Lan. Loài này được (Schltr.) N.H.Williams & Dressler mô tả khoa học đầu tiên năm 2005.